# Vanguard-Klasse (1992)
Die Vanguard-Klasse ist eine Klasse von Atom-U-Booten des Submarine Services der Royal Navy, sie dienen zur nuklearen Abschreckung. Als U-Boot mit ballistischen Raketen (SSBN) sind sie mit den modernen Trident-D5-Interkontinentalraketen ausgestattet.

## Geschichte

### Bau
In den 1980er Jahren suchte die britische Royal Navy nach einem Ersatz für ihre strategischen U-Boote der Resolution-Klasse. Vickers Shipbuilding wurde daraufhin mit der Konstruktion und dem Bau der neuen SSBN-U-Boote beauftragt. Insgesamt wurden vier SSBN in Barrow-in-Furness gebaut.
Regulär sind jeweils zwei der U-Boote weltweit unterwegs, während die anderen in ihrer Basis im schottischen Faslane-on-Clyde liegen. Neben der nuklearen Abschreckung dienen sie auch der Aufklärung und können mit zusätzlichen Torpedos auch Angriffe auf andere Schiffe durchführen.
Nach der Veröffentlichung eines neuen Weißbuches 1998, das dem Ende des Kalten Krieges Rechnung getragen hatte, wurde die Einsatzdoktrin dahingehend abgeändert, dass sich nur noch maximal 48 nukleare Sprengköpfe an Bord befanden. Gemäß dem letzten Weißbuch vom Oktober 2010 wurde diese Menge seitdem weiter auf maximal 40 mitgeführte Sprengköpfe reduziert. Seit diesem Zeitpunkt befinden sich auch nur noch acht statt 16 Raketen an Bord, und auch die Gesamtmenge aller Sprengköpfe wurde entsprechend um 45 Stück auf noch maximal 180 reduziert.

### Zukunft
Am 4. Dezember 2006 kündigte Premierminister Tony Blair an, dass die Vanguard-Klasse zwischen 2023 und 2027 durch ein Nachfolgemodell ersetzt werden soll. Er wies damit Forderungen zurück, nach dem Dienstende der Vanguard-Klasse auf die Anschaffung neuer Atomwaffen zu verzichten. Die Anzahl der Sprengköpfe soll jedoch von aktuell 200 auf 160 reduziert werden. Bis etwa 2040 sollen die aktuellen Trident-Raketen weiterhin verwendet werden, entsprechend den zeitlichen Planungen der USA bezüglich eines Nachfolgemodells. Das Verteidigungsministerium beziffert die Kosten für die neuen U-Boote auf 15 bis 20 Milliarden Pfund.
Die von Mitte 2010 bis Mitte 2016 im Amt befindliche neue Koalitionsregierung unter Premier David Cameron bestätigte in ihrem Weißbuch vom Oktober 2010 zunächst im Wesentlichen diese Langfristplanungen. Im Juli 2016 entschied das Britische Parlament schließlich mit breiter Mehrheit, die vier U-Boote zu ersetzen. Die Kosten hierfür werden auf 31 bis 41 Milliarden Pfund (37 bis 48 Milliarden Euro) beziffert.
Ab 2028 sollen die Boote der Vanguard-Klasse durch die neuen U-Boote der Dreadnought-Klasse ersetzt bzw. ergänzt werden.

### Unfälle
- Im Februar 2009 kollidierte das Typschiff der Klasse, die Vanguard, im Atlantischen Ozean mit dem französischen Unterseeboot Le Triomphant, dem Typschiff der Triomphant-Klasse. Nach dem Zusammenstoß schien keine ernste Gefährdung von den Atom-U-Booten auszugehen. Die Vanguard kehrte mit sichtbaren Schäden am Rumpf zum Marinestützpunkt Faslane-on-Clyde in Schottland zurück, die Le Triomphant lief Brest im westlichen Frankreich an.[4][5]

### Missglückte Raketenstarts
- 2016 wurde von HMS Vengeance testweise von einer Unterwasserposition im Nordatlantik eine atomwaffenfähige Trägerrakete abgefeuert. Kurz nach dem Auftauchen aus dem Meer flog sie nicht wie geplant Richtung Südatlantik, sondern westwärts in Richtung des Verbündeten USA und wurde deshalb von den U-Boot-Kommandeuren im Flug gesprengt.
- Anfang Februar 2024 (erst 3 Wochen später bekannt geworden) wurde von der HMS Vanguard aus der Nähe von Florida eine Trident-II-D5-Rakete ohne Atomsprengkopf testgestartet. Sie erhob sich kurz aus dem Wasser, fiel jedoch – 58 t schwer – wieder zurück, wenige Meter neben dem U-Boot, in dem Verteidigungsminister Grant Shapps und der Chef der britischen Kriegsmarine Admiral Sir Ben Key saßen. Die Rakete soll mit Tauchern geborgen werden. Der letzte erfolgreiche britische Atomraketentestflug stammt aus 2012.[6]

## Technik
Das zentrale Bauteil des Antriebs der Vanguard-Klasse ist ein Druckwasserreaktor. Im Sommer 2003 wurde die Vanguard als erstes der vier U-Boote mit neuartigen Brennelementen, die als „Core H“ bezeichnet werden, bestückt. Nach Angaben der Royal Navy müssen die Reaktoren hierdurch bis zum Dienstende der U-Boote nicht mehr neu aufgefüllt werden.
Die Bewaffnung erlaubt es, mehrere Ziele gleichzeitig anzugreifen. Die verwendeten Nuklearsprengköpfe haben einzeln etwa die achtfache Zerstörungskraft der Hiroshima-Bombe. Im Falle eines Abschusses einer Rakete mit mehreren Sprengköpfen müssen alle Sprengköpfe mit Zielkoordinaten ausgestattet werden.

## Einheiten
| Kennung | Name       | Bauwerft                             | Stapellauf         | Indienststellung  | Verbleib |
| ------- | ---------- | ------------------------------------ | ------------------ | ----------------- | -------- |
| S28     | Vanguard   | Vickers Shipbuilding and Engineering | 4. März 1992       | 14. August 1993   | aktiv    |
| S29     | Victorious | Vickers Shipbuilding and Engineering | 29. September 1993 | 7. Januar 1995    | aktiv    |
| S30     | Vigilant   | Vickers Shipbuilding and Engineering | 14. Oktober 1995   | 2. November 1996  | aktiv    |
| S31     | Vengeance  | Vickers Shipbuilding and Engineering | 19. September 1998 | 27. November 1999 | aktiv    |